# Zeitschrift für Arbeitswissenschaft
Die Zeitschrift für Arbeitswissenschaft (Z. Arb. Wiss.) ist eine seit 1946 erscheinende arbeitswissenschaftliche Fachzeitschrift. Sie wird von der Gesellschaft für Arbeitswissenschaft (GfA), Dortmund herausgegeben. Die Schwerpunkte der Zeitschrift für Arbeitswissenschaft liegen auf ergonomischen, technischen, organisatorischen sowie sozialen Bedingungen von Arbeit und Arbeitsprozessen. Die Zeitschrift richtet sich an Wissenschaftler und Praktiker. Artikel erscheinen in deutscher und englischer Sprache und unterliegen einem zweifachen double-blind Peer Review.